# Xã Palestine, Quận Sumner, Kansas
Xã Palestine (tiếng Anh: Palestine Township) là một xã thuộc quận Sumner, tiểu bang Kansas, Hoa Kỳ. Năm 2010, dân số của xã này là 230 người.